# Atopochilus
Atopochilus (Атопохілус) — рід риб родини Пір'явусі соми ряду сомоподібні. Має 7 видів. Наукова назва походить від грецьких слів atopos, тобто «дивний», та cheilos — губа. Є об'єктом акваріумістів.

## Опис
Загальна довжина представників цього роду коливається від 6 до 14,1 см. Голова витягнута, сплощена. Очі маленькі або середнього розміру. Рот доволі широкий, являє собою своєрідну присоску. Губи широкі, нижня — довга. Тулуб подовжений, кремезний. Спинний плавець маленький, з 1 жорстким променем. Жировий плавець невеличкий, товстий. Грудні плавці вузькі. Черевні плавці невеличкі. Анальний плавець видовжений донизу, з помірною основою. Хвостовий плавець невеличкий, з трохи гіллястими променями.
Забарвлення переважно темно-коричневе. Голова й плавці дещо світліші.

## Спосіб життя
Це демерсальні риби. Обирають дрібні швидкі річки з кам'янистим дном. Активні переважно у присмерку, а також уночі. Вдень ховаються біля дна в укриттях. Живляться дрібними безхребетними і водоростевими обростаннями.
Відкладають ікру.

## Розповсюдження
Мешкають у басейні річки Конго.

## Види
- Atopochilus chabanaudi
- Atopochilus christyi
- Atopochilus macrocephalus
- Atopochilus mandevillei
- Atopochilus pachychilus
- Atopochilus savorgnani
- Atopochilus vogti